# سیارک ۱۲۸۱۶۶
سیارک ۱۲۸۱۶۶ (به انگلیسی: 128166 Carora، نامگذاری:2003QQ105) صد و بیست و هشت هزار و صد و شصت و ششمین سیارک کشف شده‌است که در ۲۷ اوت ۲۰۰۳ کشف شد.